# Femke Mädger
Femke Mädger (* 3. Mai 1980 in Goirle; geborene Femke Verboven) ist eine ehemalige niederländische Handballspielerin.
Mädger begann im Alter von acht Jahren mit dem Handballspielen und stand in den Niederlanden für Open Line V&L und in Deutschland für TuS Metzingen unter Vertrag. Ab 2007 spielte die Rückraumspielerin, die auch auf der Rechtsaußen-Position zum Einsatz kommt, für Frisch Auf Göppingen. Nach der Saison 2008/09 gab Mägder ihren Abschied von Göppingen bekannt, jedoch kehrte sie im Januar 2010 wieder zurück. Im Sommer 2010 schloss sie sich der Neckarsulmer Sport-Union an. 2011 beendete sie ihre Karriere.